# Frederik Galatius
Frederik Carl Christian Galatius (født 11. september 1855 i Haderslev, død 26. maj 1920 på Esbønderup Sygehus) var lærer og gjorde sig især gældende inden for sløjd.
Frederik Galatius var født i Hertugdømmet Slesvig som søn af skomagermester Carl Christian Galatius (også skrevet Glasius) og hustru Anna Margrethe Ildved, Haderslev. Da Frederik Galatius var en halv snes år gammel kom hertugdømmet under tysk-prøjsisk kontrol; men han udvandrede til Danmark og blev lærer på Uggerby Skole øst for Hirtshals. Han blev gift 23. november 1880 med Boline Thomine Sørensen, født 6. juli 1856 i Bagterp, Sct. Hans Sogn, Hjørring.
Som ung gymnastikleder i begyndelsen af 1880'erne mødte han den senere sløjdskoleforstander Aksel Mikkelsen fra Vester Brønderslev ved en gymnastikopvisning i Vendsyssel, og da Mikkelsen afholdt det første sløjdlærerkursus i sommerferien 1886 på den nyoprettede Dansk Sløjdlærerskole, var Frederik Galatius blandt deltagerne. Sognerådet i Uggerby var ikke til sinds at indføre sløjd på skolen, så Galatius besluttede at søge andet embede. Han kom til København og overtog Mikkelsens 12-14 ugentlige sløjdtimer på Slomanns Skole og fik snart flere timer, så familien kunne flytte med; og fra 1887 underviste han også på Dansk Sløjdlærerskoles feriekurser. Han blev en meget velrenommeret sløjdlærer.
I begyndelsen af 1890'erne flyttede familien Galatius fra København til Frederiksberg; men i 1893 fik Galatius embede i Helsinge Sogn »tvunget af økonomiske hensyn«, og Nejlinge Skole blev familiens hjem. Galatius underviste endnu nogle år på Dansk Sløjdlærerskole om sommeren, og han huskedes som en af pionererne fra sløjdens barndom.
Ægteparret Galatius havde 9 børn. To døtre var født i Uggerby, to sønner i København, en søn på Frederiksberg og to sønner og to døtre i Helsinge Sogn. Sønnen Gunnar Galatius blev sløjdinspektør ved Københavns kommuneskoler, og sønnen Frode Galatius var tømrer og funktionalistisk arkitekt.
Kilder: Dansk Skolesløjd 1920; kirkebøger; folketællingslister.